# Кулаков, Виктор Михайлович
Ви́ктор Миха́йлович Кулако́в (1947 — 2011) — советский композитор и автор-исполнитель. Широкую известность в Советском Союзе получила его инструментальная пьеса «Поезд в 1:30», которая с середины 1980-х годов звучала во время вечернего прогноза погоды на завтра на Ленинградском радио.

## Биография
Окончил Ленинградское музыкальное училище имени Римского-Корсакова. С 1960-х годов начал писать музыку. Создавал музыку для театра, работал на радио, как пианист сотрудничал с разными коллективами. Его музыкальная комедия «Опасное приключение доктора Айболита» более десяти лет шла на сцене Ленинградского МОЛОДОГО ТЕАТРА. Песни на его музыку исполняли Эдуард Хиль, Мария Пахоменко, Ирина Понаровская. В 1980-е годы в эфире и на концертах звучала его музыка, написанная для оркестра имени Соловьёва-Седова Ленинградского Комитета по телевидению и радиовещанию. В 1987 году, когда Виктору Кулакову было 39 лет, фирма «Мелодия» выпустила пластинку «Время надежд» с четырьмя песнями, написанными им на стихи разных поэтов.